# Batalla de Mansilla
La batalla de Mansilla va ser una batalla de la guerra del francès.

## Antecedents

Campanyes franceses

Després de la desastrosa Convenció de Sintra, en la qual es va permetre la repatriació de les tropes franceses derrotades en la batalla de Vimeiro, els comandants de l'exèrcit britànic (inclòs Arthur Wellesley, futur Duc de Wellington) van ser cridats a la seva pàtria per enfrontar-se a una investigació. D'aquesta forma, les tropes expedicionàries britàniques a Espanya i Portugal van ser deixades al comandament de John Moore, un militar conegut per la seva experiència en les tàctiques de la infanteria lleugera. La campanya va estar marcada per les privacions i per les condicions hivernals que van costar la vida de 6.000 soldats britànics.
Napoleó en persona dirigeix un exèrcit a Espanya, després d'entrar a Madrid el 4 de desembre, va dirigir-se a l'encontre de Moore, que es va veure obligat a evacuar la península al port de la Corunya, no sense abans atacar Soult, enviant la cavalleria de Henry William Paget de reconeixement per davant de la infanteria, derrotant-lo a la batalla de Sahagún. La retirada realitzada durant un sever hivern, va ser un complet desastre. Les marxes esgotadores, el temps gèlid i les freqüents escaramusses amb l'avantguarda de les tropes franceses van provocar una caiguda en l'alcoholisme de nombroses tropes, i el seu consegüent abandó davant l'avanç francès.
L'exèrcit de Pere Caro Sureda, el marquès de La Romana va cooperar amb l'exèrcit britànic de Moore en el seu avanç cap al nord d'Espanya i en la seva posterior retirada a Galícia. A Mansilla de las Mulas, al riu Esla, el comandant espanyol va encomanar a la divisió de Martinengo aturar el cos francès. El comandant de la guàrdia posterior va involucrar sense embuts els seus soldats amb el pont a l'esquena.

## Batalla
La cavalleria de Jean-Baptiste Franceschi-Delonne, formada per 2.200 genets del 8è Regiment de dragons, el 1r regiment d'hússars, el 22è regiments de caçadors a cavall i els caçadors de Hannover, va carregar i va dividir l'exèrcit espanyol, format per 3.000 homes i dos canons de la segona Divisió de l'Exèrcit de Galícia de Rafael Martinengo, que combinava batallons militars i milicians, i una part va quedar atrapada contra el riu i obligada a rendir-se, i alguns centenars foren morts i ferits.

## Conseqüències
La cavalleria francesa, les pèrdues de la qual es descrivia com a lleugera, i els espanyols perderen 1.500 homes, dos canons i dos banderes capturades pels seus enemics, i alguns centenars de morts i ferits. L'endemà, la Romana va sortir de Lleó als francesos juntament amb hospitals amb gent de 2.000 soldats espanyols malalts o ferits.
Napoleó va seguir perseguint John Moore fins Astorga l'1 de gener i va ordenar a Soult que continués la persecució de Moore, que va arribar a Lugo el 6 de gener i va decidir descansar uns dies mentre decidia a quin port havia de dirigir-se entre Vigo, la Corunya i Ferrol. En decidir-se per la Corunya l'avantguarda, que anava cap a Vigo havia de canviar de direcció i anar cap a Lugo, on fou atrapada per l'avanguarda de Soult, que fou rebutjat. A La Corunya, el foc de cobertura dels vaixells de guerra va mantenir a Soult a distància i els successius atacs francesos van ser rebutjats, permetent l'embarcament de 2.872 soldats de cavalleria, 2.686 artillers, conductors i conductors, i 19.599 soldats d'infanteria que van retornar sans i estalvis al Regne Unit.